# 大盜演
《大盜演》是一部2020年上映的賀歲電影香港喜劇片。由編劇鍾盛遠與導演錢江漢攜手執導；由李璨琛、錢江漢、王廷明監製；姜文杰、陳文釗執行監製；並由姜文杰擔綱音樂總監。《大盜演》於2019年10月22日 泰國曼谷開始拍攝，由李璨琛、姜文杰 領導主演；秦沛、詹昊宸（詹瑞文）、曾美慧孜、樂瞳、何華超、胡慧沖、潘伯仲 主演。
主演演員陣容有一部份是向導演陳果致敬，其中四位演員皆是陳果作品出身。李璨琛和胡慧沖出自《香港製造》，何華超出自《去年煙花特別多》，曾美慧孜則出自《三夫》。

## 故事簡介
劇情講述《雌雄大盜》電影由制片徐蝦（李璨琛飾）、副導演張炳文（姜文杰飾）帶領拍攝團隊正在泰國進行一場重要的拍攝，誰料發生一連串意外及失誤令拍攝進度雪上加霜⋯⋯ 劇中男女主角是當紅小生花旦，但在沒有完成戲份下便要收工，監製（田啟文飾）竟然毫不動氣，原來第二天已經挾款逃亡，只留下一大筆債務。手上唯一的財產就只有拍攝好的七成戲份，到底剩下配角詹記（詹昊宸飾）與劉連飄飄（曾美慧孜飾）及幾名劇組人員在沒有男女主角的情況能夠順利完成餘下的戲份嗎⋯⋯？

## 演員表
| 演員                | 角色          |
| ------------------- | ------------- |
| 李璨琛              | 徐蝦          |
| 姜文杰              | 張炳文        |
| 詹昊宸              | 詹記          |
| 曾美慧孜            | 劉連飄飄      |
| 秦沛                | Paul哥        |
| 何華超              | 孖知哥        |
| 田啟文              | 田監製        |
| 潘伯仲              | Teddy仔       |
| 樂瞳                | 阿瞳          |
| 胡慧沖              | 肖Sir         |
| 鄺家瑜（Mary Jane） | 肖吧喇        |
| 吳雲甫              | 高帥          |
| 王曉敏              | 白美          |
| 邱芷微              | 何茜          |
| 楊柳青              | Kira 旗乸     |
| 林慧倩              | Gasoline 火水 |
| 唐貝詩              | Money 財仔    |
| 余曉彤              | Red Rum 紅姑  |
| 湯加文              | Gibsy 喼詩    |
| 鄭詠謙              | Tiger 苦榮    |

## 電影原創歌曲
主題曲《KEEP ROLLING》
曲：姜文杰; 
詞：姜文杰 鍾盛遠; 
監：姜文杰 李燊偉

## 電影原創配樂
音樂總監：姜文杰;  
監：姜文杰 張煒

## 外部連結
- 香港影庫上《大盜演》的資料（繁體中文）
- 豆瓣电影上《大盜演》的資料 （简体中文）